# 高重茂
高 重茂（こう の しげもち）は、南北朝時代の武将。本姓は高階氏。高師重の子（異説として高師茂の子とも）。高師直と高師泰の弟で、高師久の兄。
兄弟達と共に足利尊氏に仕え、建武2年（1335年）から始まる新田義貞との戦いにおいて武功を挙げた。その後も尊氏の九州落ちにも従い、多々良浜の戦いで菊池武敏とも戦い、武功を挙げている。この時のエピソードとして、尊氏は「敗れた菊池軍の捕虜が信用できない」として一部を殺害しようとしたが、重茂は「寛大な処置を示すためにも、信用して殺害をやめるべきである」と尊氏に進言して、多くの捕虜を救ったと言われている。
その後も京都における戦いなどで武功を挙げたため、延元2年/建武4年（1337年）に武蔵守護に任ぜられ、延元3年/暦応元年（1338年）にも北畠顕家との戦いで功績を挙げた。その後上洛し、尊氏の天龍寺建立に尽力した。また、尊氏の弟直義の与力となって引付頭人、所領訴訟に関する奉行などを務めている。興国4年/康永2年（1343年）に駿河守に叙任、翌年から従兄弟の高師冬に代わって関東執事を務めている。
観応の擾乱での重茂の詳しい動きは不明であるが、重茂は直義と親しい仲にあったことから、直義に与していたのではないかと推測される。兄や師冬を始め高氏一族の多くがこの乱で殺害されているのに対し重茂は生き延びており、以後は鎌倉公方足利基氏の家臣として仕えているからである。
正平23年/応安元年（1368年）、武蔵で宇都宮氏らが首謀した鎌倉府への反乱が起こった際に、重茂もこの反乱に与していたと言われている。反乱は9月に鎮圧されたが、この時に重茂は死亡したと言われている。生存説もあるが、この反乱の後の重茂の消息は不明である。